# عبدالرضا ترابی
عبدالرضا ترابی (زادهٔ ۱۳۳۵ – درگذشتهٔ ۳۰ خرداد ۱۴۰۲ در تهران) نمایندهٔ حوزهٔ انتخابیهٔ گرمسار در دورهٔ هفتم مجلس شورای اسلامی بوده‌است. وی پیش‌تر در دورهٔ هشتم نیز عضو این مجلس بود.

## درگذشت
وی در تاریخ ۳۰ خرداد ۱۴۰۲ درگذشت.